# Uittocht
Een uittocht is een massale uitstroom van mensen. Een uittocht vindt bijvoorbeeld plaats aan het begin van de bouwvakvakantie of schoolvakanties, als veel mensen eropuit trekken. Deze uittocht kan leiden tot grote verkeersdrukte en filevorming op nationale en internationale wegen. Berucht is de 'zwarte zaterdag' (Frans: Le samédi noir) bij de aanvang van de zomervakantie in Frankrijk.
In het jodendom en het christendom wordt met "uittocht" de uittocht van de Israëlieten uit Egypte aangeduid.